# Lisa Baumfeld

Lisa Baumfeld

Lisa Baumfeld (* 27. April 1877 in Wien; † 3. Februar 1897 ebenda) war eine österreichische Schriftstellerin.

## Leben
Baumfeld kam als einzige Tochter des jüdischen Bankdirektors Baumfeld in Wien zur Welt. Sie erhielt eine sorgfältige Erziehung, sprach Französisch und Englisch und interessierte sich schon im Kindesalter für Philologie und Literatur.
Sie schrieb im Alter von zwölf Jahren zum ersten Mal Gedichte, die unter den Pseudonymen Ewald Bergen und Lizzy in Wiener Zeitschriften wie Gesellschaft (1895) und Wiener Mode (1896) veröffentlicht wurden. Zeitgenossen lobten ihr „ungewöhnliches poetisches Talent“ und ihre „Gedichte, welche durch die Schönheit der Sprache und Formvollendung auffielen.“ Dichter Adolf Bartels kritisierte ihre Dichtung, wie auch die Hugo von Hofmannsthals, als zu kompliziert und unanschaulich: „Trotzdem wollte ich doch, daß ihr und Hofmannsthals Stil erst überwunden wäre, im Grunde leben wir Deutschen ja doch nicht in orientalischen Palästen, deren Wände durch verwirrendes Arabeskengekräusel, deren Fußböden durch farbenprächtige Teppiche ohne klare Zeichnung verdeckt sind.“
Baumfeld erkrankte schwer und verstarb innerhalb weniger Tage im Alter von 19 Jahren in Wien. Postum gab Ferdinand Groß 1899 eine Sammlung ihrer Gedichte unter dem Titel Gedichte heraus.